# Меттью Соукуп
Меттью Соукуп (англ. Matthew Soukup, 31 серпня 1997) — канадський стрибун з трампліна, бронзовий призер Олімпійських ігор 2022 року.

## Олімпійські ігри
| Рік  | Місто        | НТ | ВТ | КВТ | ЗК |
| ---- | ------------ | -- | -- | --- | -- |
| 2022 | Пекін, Китай | 45 |    |     | 3  |